# Fabrikaktion

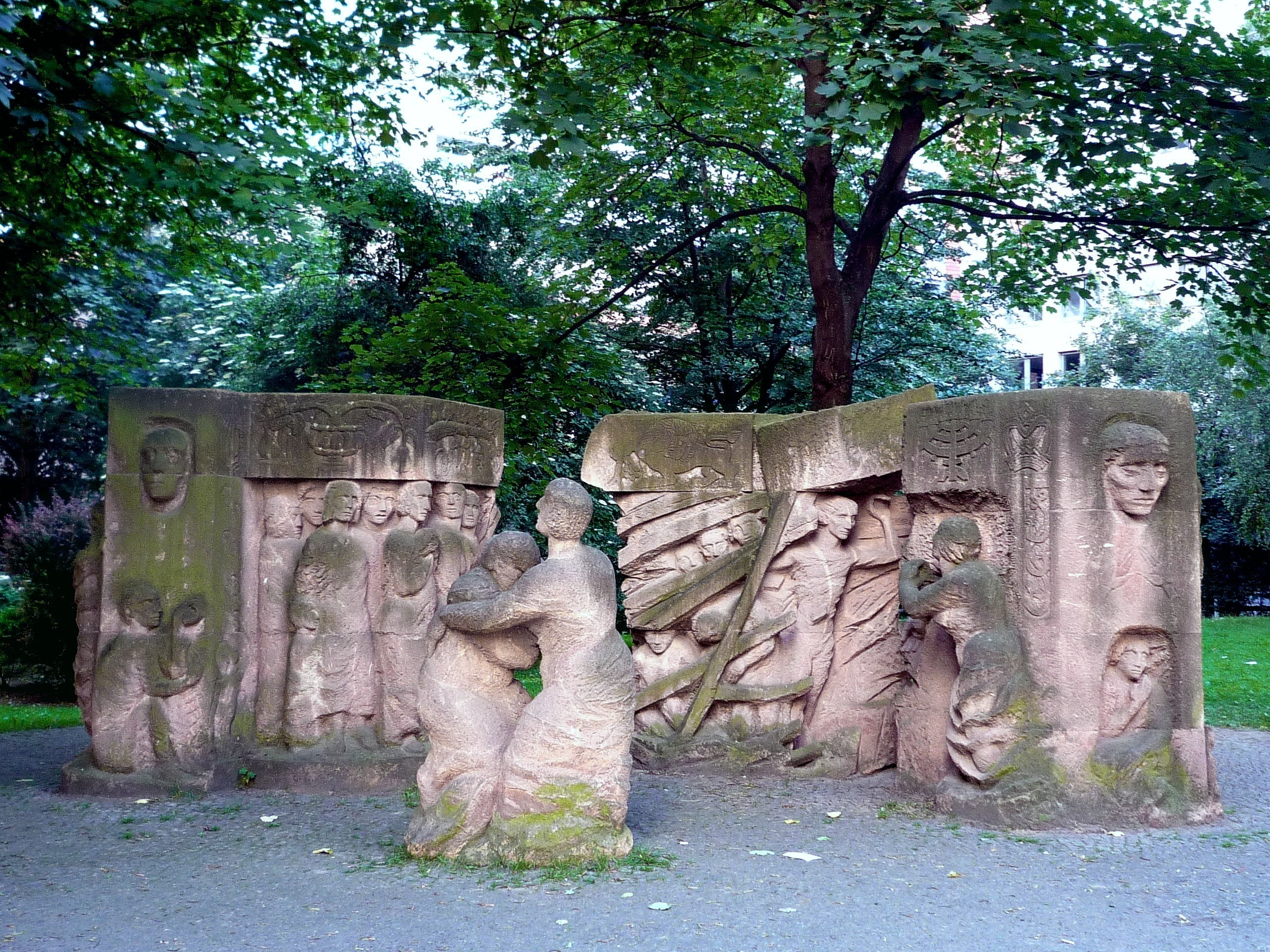
Een monument in stadsdeel Berlin-Mitte ter herinnering aan de Rosenstrasseprotesten.

Fabrikaktion is de naam die gebruikt wordt voor de actie waarbij de laatste grote groep Joden uit Duitsland gedeporteerd werd. De actie begon op 27 februari 1943. De op dat moment nog in Duitsland aanwezige Joden werkten voornamelijk in fabrieken of voor Joodse welzijnsorganisaties. De actie kreeg vooral bekendheid omdat het de aanleiding was voor het Rosenstrasseprotest in Berlijn, waarbij een groep  "Arische" vrouwen, en familieleden, demonstreerde tegen de arrestatie van hun Joodse echtgenoten. Deze gebeurtenis kwam bekend te staan als het enige grootschalige protest van Duitse burgers tegen de Jodenvervolging onder het naziregime.

## Achtergrond
De eerste Duitse Joden werden in 1941 naar het oosten gedeporteerd. In september 1942 werkten er nog meer dan vijfenzeventig duizend in de Duitse oorlogsindustrie. Op 22 september 1942 drong Adolf Hitler er op aan dat de resterende Joden in de wapenindustrie vervangen zouden moeten worden. Het Reichssicherheitshauptamt regelde in reactie daarop verschillende transporten naar Auschwitz en Riga. Eind 1942 werd er een tijdelijk transportverbod opgesteld, omdat de transporten de wapenproductie te veel zouden belemmeren. De verschillende fabriekseigenaren kregen wel te horen dat de laatste resterende Joden uiterlijk eind maart 1943 "geëvacueerd" zouden worden. 
Aan het begin van 1943 waren er nog zo'n vijftienduizend Joodse dwangarbeiders aanwezig in Berlijn. Buiten de hoofdstad verbleven er nog zo'n vijfduizend. In de meeste steden kregen Joden op 26 februari 1943 een oproep zich de volgende dag te melden voor een controle van de papieren. In plaats daarvan werden ze opgepakt. In Breslau werden de meeste Joden op de ochtend van 27 februari zonder vooraankondiging thuis of op hun werk opgepikt. In de meeste plaatsen was de Fabrikaktion na twee dagen afgerond. 
In Berlijn begon het bijeenbrengen van de laatste Joodse inwoners op 27 februari. Er waren zes verzamelpunten door de stad. De actie duurde in de hoofdstad een week. Vijftienhonderd tot tweeduizend mannen – voor het merendeel getrouwd met een niet-Joodse vrouw –  werden bijeengebracht in een gebouw van de Joodse Gemeenschap aan de Rossenstrasse. De bedoeling was dat zij daar geselecteerd zouden worden en te werk worden gesteld bij de laatste bestaande Joodse instellingen. Het grootste deel zou voor 8 maart weer op vrije voeten worden gesteld. 
Die kennis was alleen niet aanwezig bij de niet-Joodse partners en familieleden. Voor het gebouw in Rossenstrasse verzamelden zich daarom tientallen mensen die begaan waren met het lot van hun dierbaren. In de dagen daarna groeide deze groep uit tot enkele honderden. De Duitse autoriteiten vreesden dat de protesten konden overslaan op een groter deel van de bevolking. Minister van Propaganda Joseph Goebbels gaf de opdracht tot vrijlating, hoewel dat altijd al de bedoeling was geweest. Volgens historicus Saul Friedländer zou het Rossenstrasseprotest de geschiedenis ingaan als "een demonstratie van duizenden Duitse vrouwen die hun Joodse echtgenoten vrij hadden weten te krijgen. Het is een opbouwende legende, maar desondanks een legende". De meeste mannen die in het gebouw aan de Rossenstrasse verbleven overleefden de oorlog, omdat de Duitse autoriteiten niet tot besluit kwamen wat zij met deze groep aan moesten, hoewel er voorbeelden bekend zijn dat mensen alsnog op transport werden gezet.

## Aantallen
Het eerste transport met arrestanten vertrok op 1 maart richting Auschwitz. In totaal werden zevenduizend personen in Berlijn op transport gesteld en bijna elfduizend uit het hele Duitse rijk. Ongeveer vierduizend Joden wisten aanvankelijk op arrestatie te ontlopen. Geschat wordt dat ongeveer vijftienhonderd van hen er in slaagden tot de Duitse overgave in mei 1945 verborgen te blijven.